# Ömer Çelik
Pour les articles homonymes, voir Çelik et Grigol.
Ömer Çelik, né 15 juin 1968 à Adana (Turquie), est un journaliste et homme politique turc, ministre de la Culture et du Tourisme de 2013 à 2015, puis ministre des Affaires de l'Union européenne de 2016 à 2018, membre du Parti de la justice et du développement (AKP).